# Amiota vulnerabla
Amiota vulnerabla är en tvåvingeart som beskrevs av Chen och Zhang 2004. Amiota vulnerabla ingår i släktet Amiota och familjen daggflugor. Inga underarter finns listade i Catalogue of Life.